# Natação no Campeonato Mundial de Esportes Aquáticos de 2023 - 800 m livre masculino
A disputa na modalidade 800 metros livre masculino de Natação no Campeonato Mundial de Esportes Aquáticos de 2023 fora realizada nos dias 25 e 26 de julho de 2023 na Marine Messe Fukuoka em Fukuoka, no Japão. Ao todo, 38 nadadores de 31 Comitês Olímpicos Nacionais estavam previstos para participarem do evento.

## Formato da competição
A competição consiste em duas rodadas: eliminatórias e final. Os nadadores com os 8 melhores tempos nas eliminatórias avançam a final. Desempates (swim-offs) são utilizados conforme necessário para quebrar os empates de avanço a próxima rodada.

## Calendário
Todos os horários estão na Hora legal japonesa (UTC+9).
| Data                | Horário | Fase          |
| ------------------- | ------- | ------------- |
| 25 de julho de 2023 | 11:32   | Eliminatórias |
| 26 de julho de 2023 | 20:02   | Final         |

## Recordes
Antes desta competição, os recordes mundiais e do campeonato nesta prova eram os seguintes:
| Tipo                  | Atleta    | Tempo     | Local | Data                |
| --------------------- | --------- | --------- | ----- | ------------------- |
|                       | Zhang Lin | 7m 32s 12 | Roma  | 29 de julho de 2009 |
| Recorde do campeonato | Zhang Lin | 7m 32s 12 | Roma  | 29 de julho de 2009 |

## Medalhistas
| Ouro                     | Prata                    | Bronze                       |
| Ahmed Hafnaoui · Tunísia | Samuel Short · Austrália | Bobby Finke · Estados Unidos |

## Resultados

### Eliminatórias
As eliminatórias serão realizadas no dia 24 de julho com início às 11:32.
| Pos. | Bateria | Raia | Nadador                      | CON            | Tempo   | Notas            |
| ---- | ------- | ---- | ---------------------------- | -------------- | ------- | ---------------- |
| 1    | 3       | 5    | Samuel Short                 | Austrália      | 7:40.90 | Q                |
| 2    | 3       | 1    | Ahmed Hafnaoui               | Tunísia        | 7:41.97 | Q                |
| 3    | 3       | 3    | Lukas Märtens                | Alemanha       | 7:42.04 | Q                |
| 4    | 4       | 6    | Daniel Wiffen                | Irlanda        | 7:43.81 | Q,               |
| 5    | 4       | 4    | Bobby Finke                  | Estados Unidos | 7:43.87 | Q                |
| 6    | 4       | 5    | Mykhailo Romanchuk           | Ucrânia        | 7:44.07 | Q                |
| 7    | 4       | 3    | Gregorio Paltrinieri         | Itália         | 7:44.89 | Q                |
| 8    | 3       | 2    | Guilherme Costa              | Brasil         | 7:45.80 | Q                |
| 9    | 3       | 4    | Florian Wellbrock            | Alemanha       | 7:45.87 |                  |
| 10   | 3       | 9    | Marwan Elkamash              | Egito          | 7:46.55 | Recorde nacional |
| 11   | 4       | 8    | Luca De Tullio               | Itália         | 7:46.87 |                  |
| 12   | 4       | 0    | Dávid Betlehem               | Hungria        | 7:47.02 |                  |
| 13   | 4       | 7    | Damien Joly                  | França         | 7:47.44 |                  |
| 14   | 2       | 6    | Kim Woo-min                  | Coreia do Sul  | 7:47.69 | Recorde nacional |
| 15   | 2       | 2    | Kristóf Rasovszky            | Hungria        | 7:47.93 |                  |
| 16   | 2       | 7    | Alfonso Enrique Mestre Vivas | Venezuela      | 7:48.66 | Recorde nacional |
| 17   | 3       | 6    | Elijah Winnington            | Austrália      | 7:49.24 |                  |
| 18   | 3       | 8    | Henrik Christiansen          | Noruega        | 7:50.46 |                  |
| 19   | 4       | 1    | Ross Dant                    | Estados Unidos | 7:54.23 |                  |
| 20   | 4       | 9    | Pacome Bricout               | França         | 7:55.20 |                  |
| 21   | 2       | 3    | Dimitrios Markos             | Grécia         | 7:55.72 |                  |
| 22   | 2       | 4    | Luke Turley                  | Reino Unido    | 7:55.84 |                  |
| 23   | 3       | 7    | Daniel Jervis                | Reino Unido    | 7:55.92 |                  |
| 24   | 3       | 0    | Fei Liwei                    | China          | 7:56.69 |                  |
| 25   | 2       | 5    | Carlos Garach Benito         | Espanha        | 7:59.52 |                  |
| 26   | 2       | 8    | Bar Soloveychik              | Israel         | 7:59.65 |                  |
| 27   | 2       | 9    | Aryan Nehra                  | Índia          | 8:00.76 | =                |
| 28   | 2       | 1    | Eric Brown                   | Canadá         | 8:01.41 |                  |
| 29   | 1       | 5    | Khiew Hoe Yean               | Malásia        | 8:05.11 | Recorde nacional |
| 30   | 2       | 0    | Zac Reid                     | Nova Zelândia  | 8:06.94 |                  |
| 31   | 1       | 4    | Righardt Muller              | África do Sul  | 8:07.08 |                  |
| 32   | 1       | 3    | Mai Trần Tuấn Anh            | Vietname       | 8:08.56 |                  |
| 33   | 1       | 6    | Glen Lim Jun Wei             | Singapura      | 8:09.90 |                  |
| 34   | 1       | 2    | Ratthawit Thammananthachote  | Tailândia      | 8:14.87 |                  |
| 35   | 1       | 7    | Eduardo Cisternas            | Chile          | 8:18.06 |                  |
| 36   | 1       | 1    | Rodolfo Falcón Jr            | Cuba           | 8:20.35 |                  |
| 37   | 1       | 0    | Líggjas Joensen              | Ilhas Feroé    | 8:41.85 |                  |
| 38   | 1       | 8    | Jose Manuel Campo Hernandez  | El Salvador    | 8:57.60 |                  |
| 39   | 4       | 2    | Felix Auböck                 | Áustria        | DNS     | DNS              |

### Final
A final fora realizada no dia 26 de julho às 20:02.
| Pos.              | Raia | Nadador              | CON            | Tempo   | Notas              |
| ----------------- | ---- | -------------------- | -------------- | ------- | ------------------ |
| Medalha de ouro   | 5    | Ahmed Hafnaoui       | Tunísia        | 7:37.00 |                    |
| Medalha de prata  | 4    | Samuel Short         | Austrália      | 7:37.76 | Recorde da Oceania |
| Medalha de bronze | 2    | Bobby Finke          | Estados Unidos | 7:38.67 | Recorde da América |
| 4                 | 6    | Daniel Wiffen        | Irlanda        | 7:39.19 | Recorde europeu    |
| 5                 | 3    | Lukas Märtens        | Alemanha       | 7:39.48 | Recorde nacional   |
| 6                 | 7    | Mykhailo Romanchuk   | Ucrânia        | 7:43.08 |                    |
| 7                 | 8    | Guilherme Costa      | Brasil         | 7:47.26 |                    |
| 8                 | 1    | Gregorio Paltrinieri | Itália         | 7:53.68 |                    |

Legenda
| Recorde mundial       | Recorde mundial (World record)               |                       | Recorde africano                      | Recorde africano (African) |                                           | Q | Classificado por posição (Qualified) |
| Recorde do campeonato | Recorde do campeonato (Championship record)  | Recorde da América    | Recorde da América (Americas)         | q                          | Classificado por melhor tempo (Qualified) |   |                                      |
| Melhor marca do ano   | Melhor marca do ano (World leading)          | Recorde asiático      | Recorde asiático (Asian)              | DNS                        | Não largou (Did not start)                |   |                                      |
| Recorde nacional      | Recorde nacional (National record)           | Recorde europeu       | Recorde europeu (European)            | DNF                        | Não terminou (Did not finish)             |   |                                      |
| Recorde pessoal       | Recorde pessoal do atleta (Personal best)    | Recorde da Oceania    | Recorde da Oceania (Oceania)          | DSQ / DQ                   | Desclassificado (Disqualified)            |   |                                      |
| Recorde da temporada  | Recorde da temporada do atleta (Season best) | Recorde sul-americano | Recorde sul-americano (South America) | NM                         | Sem marca (No mark)                       |   |                                      |